# 飯田精太郎

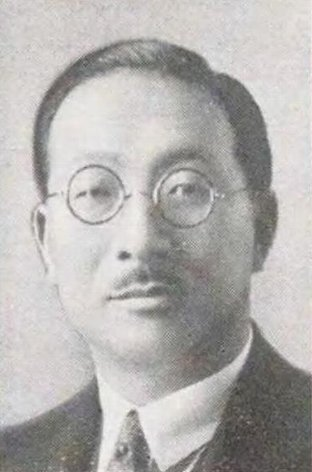
飯田精太郎

飯田 精太郎（いいだ せいたろう、1885年（明治17年）9月8日 - 1952年（昭和27年）3月7日）は、明治末から昭和前期の鉄道技術者、政治家、華族。貴族院男爵議員、参議院議員。

## 経歴
山口県出身。陸軍士官・飯田俊助、マサ夫妻の長男として生まれる。1907年（明治40年）京都帝国大学理工科大学電気工学科を卒業。父・俊助の死去に伴い、1914年（大正3年）4月23日、家督を相続し男爵を襲爵した。
1908年（明治41年）臨時台湾工事部嘱託に就任。以後、臨時台湾工事部技師、鉄道技師、鉄道省新橋電力事務所長、同東京電気事務所長、同電気局長、運輸通信次官、技術院参与、鉄道電気工業 (株) 相談役、鉄道電化協会会長、鉄道会議議員、工作機械製造事業委員会委員、帝都高速度交通営団評議員、産業設備評価中央委員会委員などを務めた。
1935年（昭和10年）12月7月、補欠選挙で貴族院男爵議員に選出され、公正会に属して1947年（昭和22年）5月2日の貴族院廃止まで在任した。
戦後、1947年4月、第1回参議院議員通常選挙に全国区から立候補し当選（任期3年）。緑風会に属し、参議院電力問題に関する特別委員長を務めた。次の第2回通常選挙には立候補せず、参議院議員を1期務めた。
1952年3月7日、死去した。66歳没。死没日付をもって勲三等から勲二等に叙され、瑞宝章を追贈された。

## 親族
- 弟 飯田祥二郎（陸軍中将）[1]